# Personensteuer
Personensteuern sind in der Finanzwissenschaft und in der Steuerlehre eine Steuergruppe, die Steuersubjekte der Besteuerung unterwirft.

## Allgemeines
Die Personensteuern gehören zusammen mit den Realsteuern zu den Besitzsteuern, wobei sie für bestimmte Personen (natürliche oder juristische Personen) gelten und zu den direkten Steuern gerechnet werden, weil sie unmittelbar vom Steuerschuldner entrichtet werden müssen.

## Steuerarten
Die Personensteuern berücksichtigen nach dem Leistungsfähigkeitsprinzip die persönliche Leistungsfähigkeit des Steuerpflichtigen wie beispielsweise Familienstand, Einkommens- oder Gewinnhöhe, Lebensalter.
Zur Steuergruppe der Besitzsteuer gehören folgende Steuerarten:
| Steuergruppe  | Steueruntergruppe           | Steuerart                                                    | Steuerobjekt                                    |
| ------------- | --------------------------- | ------------------------------------------------------------ | ----------------------------------------------- |
| Besitzsteuern | Personensteuern Realsteuern | Einkommensteuer Körperschaftsteuer Gewerbesteuer Grundsteuer | Einkommen Gewinn Gewerbebetrieb Grund und Boden |

Aus steuerrechtlicher Sicht gehören zu den Personensteuern die Einkommensteuer (einschließlich Lohnsteuer), Kapitalertragsteuer als Sonderform der Einkommensteuer, Körperschaftsteuer und Kirchensteuer. Aus finanzwissenschaftlicher Sicht zählen zusätzlich die Erbschaftsteuer, Schenkungsteuer und Aufwandsteuern dazu.